# Lac-Duparquet
Pour les articles homonymes, voir Duparquet.
Lac-Duparquet est un territoire non organisé situé dans la municipalité régionale de comté d'Abitibi-Ouest, dans la région administrative de l'Abitibi-Témiscamingue, au Québec.

## Toponymie
Le terroire porte le nom du lac Duparquet.

## Géographie
- Superficie : 132,93 km²

## Démographie
- Population : Inhabité (2005)